# اچ‌ام‌اس اونیکس (اس۲۱)
اچ‌ام‌اس اونیکس (اس۲۱) (به انگلیسی: HMS Onyx (S21)) یک زیردریایی بود که طول آن ۸۸٫۵ متر (۲۹۰ فوت ۴ اینچ) بود. این زیردریایی در سال ۱۹۶۶ ساخته شد.